# Conomma orientalis
Conomma orientalis is een hooiwagen uit de familie Pyramidopidae.